# Membrana mitocondrial interna

Estructura del Mitocondri:
1) Membrana Interna
2) Membrana Externa
3) Crestes mitocondrials
4) Matriu

La membrana mitocondrial interna forma replecs en la matriu mitocondrial anomenats crestes que compartimenten d'alguna manera l'interior mitocondrial i permeten una major superfície de membrana que ofereix més espai a l'elevat nombre de proteïnes que hi ha i permet que aquestes funcionin correctament i eficientment. La cadena de transport d'electrons constituïda per un nombre elevadíssim de proteïnes, es troba localitzada en aquesta membrana mitocondrial interna. També hi trobem proteïnes de transport que controlen el pas de nombrosos metabòlits a través de la membrana d'una manera finament regulada, canals iònics, proteïnes desacobladores mitocondrials o l'ATPasa, encarregada de la síntesi d'ATP.
La composició en lípids de la membrana mitocondrial interna és molt semblant a la membrana dels procariotes. Aquesta coincidència s'explica segons la teoria endosimbiòtica que postula que l'origen dels mitocondris és la internalització de procariotes per part de cèl·lules hoste per donar lloc a les primeres cèl·lules eucariotes. Són diverses les proves a favor d'aquesta teoria, com la presència d'un DNA circular tipus bacterià, amb l'expressió de gens propis.